# Shinya Kawashima
Shinya Kawashima (川島 眞也 Kawashima Shinya?), född 22 juli 1978 i Shizuoka prefektur, är en japansk före detta fotbollsspelare.
Kawashima började sin karriär 1997 i Sanfrecce Hiroshima. 2001 blev han utlånad till Urawa Reds. 2002 flyttade han till Avispa Fukuoka. Efter Avispa Fukuoka spelade han för FC Gifu. Han avslutade karriären 2012.